# 中国农工民主党广东省委员会
中国农工民主党广东省委员会，简称农工党广东省委、广东农工党，是中国农工民主党在广东省的地方组织。